# Алдобрандески
Алдобрандески (на италиански: Aldobrandeschi) е род от феодални господари в Тоскана през ранното Средновековие. В конфликта между Гибелините и Гвелфите те са на страната на папата.
Родът е доказан за пръв път през 8 век. Алперто ди Лука, умрял преди 24 януари 800 г., произлиза от Лука. Смята се, че е от лангобардски произход. Ранните Алдобрандески са клерици, епископи, абати и императорски васали в различни места в Тоскана. Папа Григорий VII произлиза от този род.
Като „могъщ граф“ с голяма собственост в Марема за пръв път е документиран Илдебрандо II през 862 г. в стария етруски-град Роселе (днес част (frazione) от Гросето). През 935 г. пиратите нападат техния замък и те се местят в Сована, където през 940 г. е документиран с граф Илдебрандо III (901-939).
Техни деца се женят за графовете Орсини. Страничната линия на Илдебрандо IX (през ранния 13 век), граф на Сована (1212-1237), граф на Санта Фиора (1229-1283), граф на Питиляно (1254 – 1294), съществува до 15 век.